# سلامة إقليمية

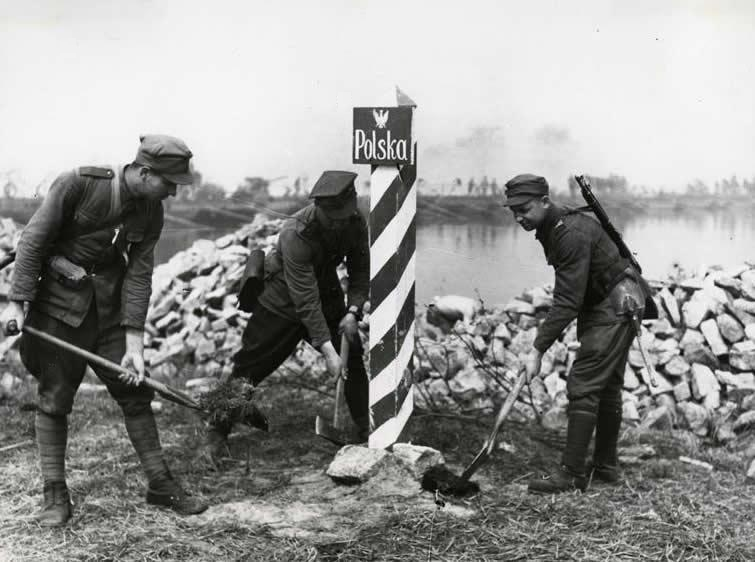

السلامة الإقليمية هي مبدأ في القانون الدولي يقوم على أنه لا ينبغي أن تحاول الدول القومية أن تؤسس تحركات انفصالية أو تحاول القيام بتغيرات حدودية في الدول القومية الأخرى. وبالعكس يقوم هذا المبدأ على أن فرض التغيرات الحدودية بالقوة هو عمل عدائي.
شهدت السنوات الأخيرة حالة من التعارض بين هذا المبدأ ومفهوم التدخل الإنساني بموجب المادة 73.ب من ميثاق الأمم المتحدة «بهدف إقامة حكم ذاتي وتقدير الطموحات السياسية للشعوب حق قدرها ومساعدة تلك الشعوب في التطوير التدريجي لمؤسساتهم السياسية الحرة وفقًا للظروف الخاصة بكل إقليم وشعوبه ومختلف مراحل التقدم التي يمرون بها.»

## تاريخ مصطلح السلامة الإقليمية
كانت هناك وحدات سياسية تدعي الحق في أراضٍ معينة، وهذا أمر قديم قدم الزمان. وكان اقتحام تلك الآراضي بمثابة إعلان حرب، وكانت الأمور تحسم عادةً بالمعارك. وفي بعض الأحيان كانت هناك أحيانًا مستويات من السلطة، فقد كانت بعض الوحدات تشن الحرب على بعضها البعض رغم أن كلاهما يعترف بسلطة أعلى. فكان نبلاء العصور الوسطى يحاربون بعضهم بعضًا رغم أنهم يعترفون بولاية ملك واحد. وكان هذا هو الحال أيضًا في فترة الربيع والخريف في الصين القديمة وعندما كان حكام أسرة زو الشرقية حكامًا صوريين.
يرى مؤيدو هذا مفهوم سيادة وستفاليا أن فكرة السيادة الإقليمية الحديثة بدأت مع صلح وستفاليا عام 1648. لكن هذا الأمر محل جدال.
كانت عصبة الأمم تهدف إلى الحفاظ على مبدأ السلامة الإقليمية وغيره من مبادئ القانون الدولي. فأدانت الغزو الإيطالي لإثيوبيا. وقدمت دعمًا كبيرًا لـ تايوان ضد إنشاء مانشوكا في مانشوريا وشرقي منغوليا الداخلية. ويرى الكثير من المؤرخين أن عصبة الأمم قد فقدت وزنها بسبب فشلها في تنفيذ تلك القرارات.
ومع إنشاء الأمم المتحدة (UN)، وإنشاء بعض المنظمات مؤخرًا مثل مؤتمر الأمن والتعاون في أوروبا (الآن منظمة الأمن والتعاون في أوروبا), أصبحت السلامة الإقليمية جزءًا من القرارات الدولية. وتناولت وثيقة هلسنكي النهائية كلاً من مسألة حرمة الحدود والسلامة الإقليمية للدول، وذلك إلى جانب مسائل أخرى.

## السلامة الإقليمية في عالم متغير
أدى التطبيق الصارم لمسألة السلامة الإقليمية حديثًا (بعد الحرب العالمية الثانية) إلى بروز عدد من المشكلات، عند مواجهة الحقيقة «على أرض الواقع»، بل ويمكن اعتبارها بناءً رخوًا جدًا.
الأمير هانز آدم الثاني أمير ليختنشتاين، تحدث أمام المعهد الدولي للدراسات الاستراتيجية يوم 25 يناير 2001, ودافع عن الحاجة إلى منهج أكثر مرونة للسلامة الإقليمية يتوافق مع الأعراف التاريخية، فقال «علينا أن نتقبل حقيقة أن لكل دولة دورة حياة خاصة بها تشبه دورة حياة الإنسان الذي أنشأ تلك الدولة. يوجد بالكاد دول أعضاء في الأمم المتحدة احتفظت بحدودها الحالية لفترة تتجاوز خمسة أجيال. ولقد أثبت التاريخ عدم جدوى محاولة تجميد التطور الإنساني بل الأمر الأكثر احتمالاً أنه قد أدى إلى زيادة العنف مما كان قد سيكون عليه الحال عند السيطرة على تلك المسائل بطريقة سلمية. فالقيود المفروضة على تقرير المصير لا تهدد الديمقراطية في حد ذاتها فقط، ولكنها تهدد تلك الدول التي تبحث عن شرعيتها في إطار الديمقراطية.»
في مؤتمر القمة العالمي 2005, اتفقت دول العالم على «مسؤولية الحماية» لإجازة حق التدخل الإنساني. وقيل أن هذا يمثل تطبيقًا مرنًا لمفهوم السيادة الإقليمية وسلامة الأراضي، ويحد من الالتزام الصارم ويأخذ الحالة الراهنة للأقاليم بعين الاعتبار وعوامل أخرى حاضرة حسب كل حالة. إن قرار مجلس أمن الأمم المتحدة رقم 1674, الذي أقره مجلس أمن الأمم المتحدة في 28 من أبريل لعام 2006, «أعاد [التأكيد] على أحكام الفقرات 138 و139 من الوثيقة الختامية لمؤتمر القمة العالمي 2005 والمتعلقة بالمسؤولية عن حماية الشعوب من الإبادة الجماعية وجرائم الحروب والتطهير العرقي والجرائم ضد الإنسانية».
بيد أن مسؤولية الحماية هذه تشير فقط إلى قدرة القوى الخارجية على التغلب على السيادة ولكنها لم تنطوِِ صراحةً على تغيير الحدود.

## كتابات أخرى
- Sebastian Anstis and Mark Zacher (June 2010). "The Normative Bases of the Global Territorial Order." Diplomacy and Statecraft 21: 306-323.
- Mark Zacher (2001). "The Territorial Integrity Norm." International Organization 55: 215-250.